# 大根区
- 關於福州市的路名，請見「大根路」。

大根区（1946年1月1日—1956年5月）是中國福建省福州市历史上的一个市辖区。民国三十五年（1946年）1月1日，设立福州市，同时设立大根区。中华人民共和国成立后，大根区为人民政府接管。之后于1956年5月被中华人民共和国国务院批准撤销并入鼓楼区。

## 历史

### 起源
大根名的由来，始於大根路。大根路北通东街，南达城守前、津泰路。宋属华萼坊，旧名大墙根，后人省“墙”字，改今名。“根”之意，取自唐朝白居易“荠叶生墙根”诗句，表示物在下之部分，墙之有根得名于此。后人省“墙”字，改今名。其地又名“荔枝园”，中有二支巷，名“升平里”、“纸房里”，皆无通路，现已废。

## 行政區劃
在并入鼓樓區前夕，大根區轄內街道建制為：
- 河西街道
- 東門街道，因地處福州舊城东门附近而得名；
- 安泰街道
- 水部街道，因地處福州舊城水部门附近而得名；
- 南街街道，以轄區内南街命名；
- 東街街道，以轄區内東街命名；
- 烏山街道，以轄區内烏山命名；
- 道山街道，以轄區内道山觀命名；